# Typologie (theologie)
Typologie in de theologische betekenis duidt een speciale methode van bijbeluitleg aan, waarbij gebeurtenissen en personen uit het Oude Testament worden gezien als voorafschaduwingen of "typen" van het leven van Jezus Christus. De typologische uitleg is al terug te vinden in het Nieuwe Testament, bijvoorbeeld in de Eerste brief van Paulus aan de Korintiërs 5:7 waar Jezus wordt vergeleken met het Pesachlam. Klassieke voorbeelden van de typologische uitleg zijn het verblijf van Jona voor drie dagen in de vis als verwijzing naar de drie dagen dat Jezus in het graf gelegen heeft en de zelfopoffering van Simson aan het einde van zijn leven als verwijzing naar de kruisiging.
De typologische uitleg kan worden beschouwd als een verbijzondering van de allegorische uitleg, die eveneens gebeurtenissen en personen behandelt als zinnebeeldige voorstellingen. Waar de typologische uitleg zich beperkt tot de parallellen met (het leven van) Jezus, kan de allegorische uitleg met een groot aantal onderwerpen verbonden worden.

## William Miller en zijn erfgenamen
William Miller hanteerde een benadering van interpretatie van profetisch materiaal die gebruik maakte van een andere vorm van typologie. Hij combineerde het verschijnsel 'type' met profetie door te veronderstellen dat een feitelijk historische situatie een soortgelijke situatie voorafschaduwt, het 'antitype'. Profetie en typologie kunnen worden gecombineerd, zodat een profetie in het klein wordt vervuld door de ene gebeurtenis (het 'type') maar zijn volledige of grote vervulling heeft in een andere (het 'antitype'). Bijvoorbeeld: de verschillende profetieën die betrekking hebben op de Babylonische ballingschap en daarop volgende terugkeer en herbouw van Jeruzalem, hebben slechts een gedeeltelijke vervulling in die gebeurtenissen. Hun grotere vervulling wordt gezien in de gevangenschap aan de Kerk, de vernietiging van een 'mystiek' Babylon en de verheerlijking van de heiligen in het Nieuwe Jeruzalem.
Deze vorm van interpretatie wordt nog altijd veelvuldig gebruikt door de erfgenamen van Miller, de diverse adventistische stromingen. Bij Jehova's getuigen zoekt het Besturend Lichaam (of door hen aangestelde exegeten) actief naar typologische toepassing van de gebeurtenissen uit de Bijbel op de geschiedenis en toekomst van Jehova's getuigen als beweging of van het leiderschap, vooral inzake de wordingsgeschiedenis van de beweging in de eerste helft van de twintigste eeuw. Zo wordt in één passage in hun publicaties bijvoorbeeld gesteld dat één gebeurtenis rond 1919 een typologische vervulling is van de uittocht van de Israëlieten uit Egypte, de uittocht van de Joden uit Babylon in 537 v.Chr., de geboorte van een nieuwe natie, het "binnenleiden in een geestelijk paradijs" én de start van de 1.260 dagen uit Openbaring 12:6.